# Рейковий транспорт

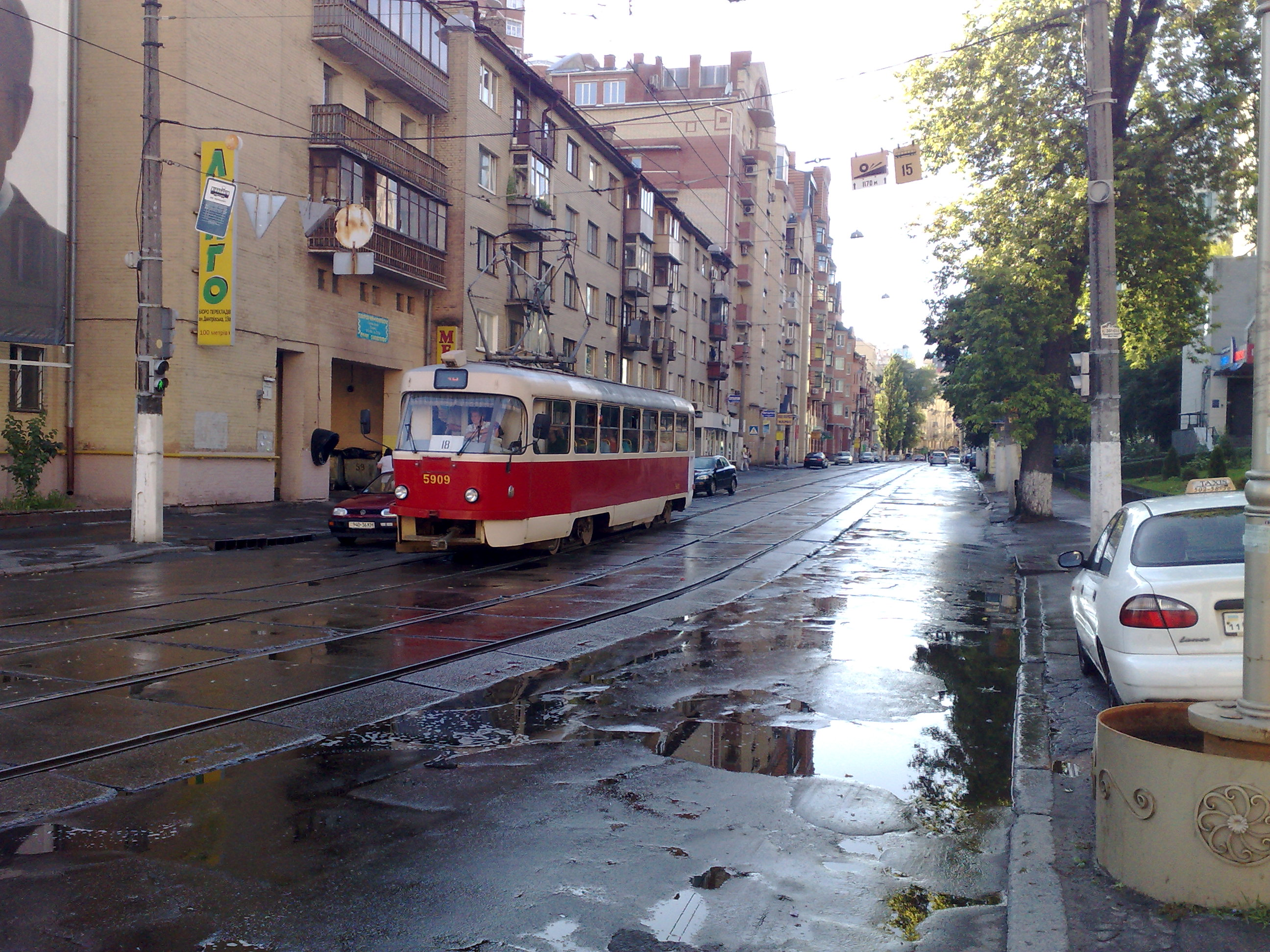
Трамвай Татра-Т3 в Києві

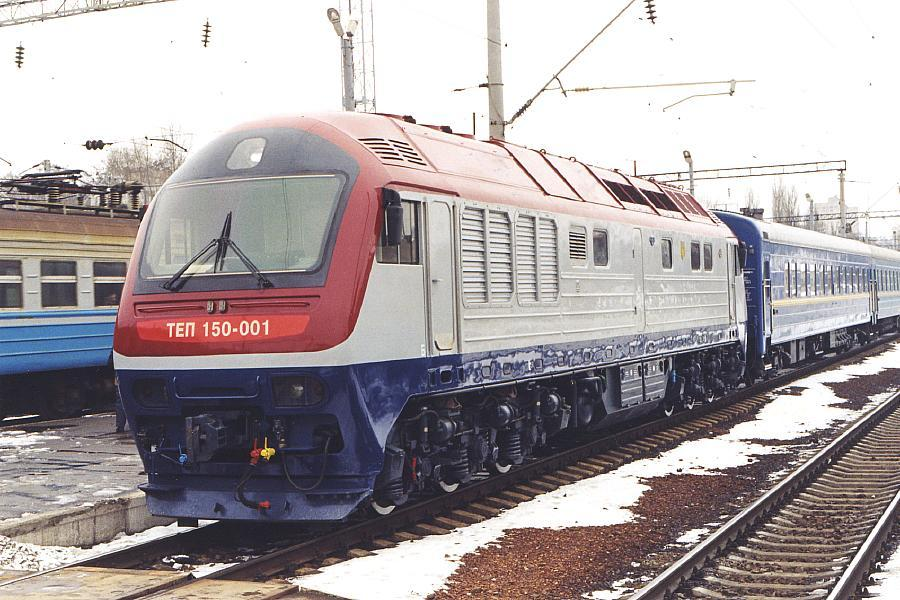
Тепловоз ТЕП-150 на залізничній станції Київ-Деміївський

Рейковий транспорт  — сукупність пристроїв, які забезпечують переміщення засобів пересування і рухомого складу по рейках. По можливості рейкові дороги повинні мати нормальний ухил, бути прямолінійними, достатньо пружними, міцними, стійкими, довговічними і зручними для заміни при монтажі і ремонті.

## Рейковий транспортний засіб
- з точки зору правил дорожнього руху — трамвай і платформи із спеціальним обладнанням, що рухаються трамвайними коліями. Усі інші транспортні засоби, що беруть участь у дорожньому русі, вважаються нерейковими.[1]

- у широкому розумінні — транспортний засіб, що рухаються по рейках, зазвичай завдяки власному двигуну (це поїзди, трамваї, дрезини, вагонетки тощо).